# جبل بيلوكا
جبل بيلوكا ((بالروسية: Белуха)‏; ألطية: Muztau), تقع في في جبال كاتون, هي أعلى قمة لجبال التاي في روسيا. انها من مواقع التراث العالمي الموضوعة تحت اسم جبال التاي الذهبيّة.